# Виенна (Виргиния)
Виенна (англ. Vienna) — город в округе Фэрфакс в штате Виргиния США. По данным переписи 2020 года, численность населения города составляла 16 473 человека.

## Население
| 2010   | 2020    |
| ------ | ------- |
| 15 687 | ↗16 473 |